# Repetitsii
Repetitsii (russisk: Репетиции) er en russisk spillefilm fra 2013 af Oksana Karas.

## Medvirkende
- Nikita Jefremov som Igor Gradskij
- Aleksandra Vinogradova som Aleksandra Sukhanova
- Igor Jatsko som Dmitrij Nikolajevitj
- Jana Gladkikh som Sasja
- Irina Denisova som Inga